# Henri Marie Ducrotay de Blainville
Henri Marie Ducrotay de Blainville (12. září 1777 Arques-la-Bataille – 1. května 1850) byl francouzský zoolog a anatom.

## Život
Blainville se narodil v Arquesu poblíž Dieppe. V roce 1796 odjel do Paříže, kde studoval malířství, ale nakonec se rozhodl věnovat přírodním vědám a upoutal na sebe pozornost Georgese Cuviera, který občas přednášel v College de France a v Athenaeumu. V roce 1812 získal díky Cuvierovi místo profesora anatomie a zoologie na univerzitě přírodních věd v Paříži, ale následně přátelství s Cuvierem vyústilo k rozpoutanému nepřátelství.
V roce 1825 se stal členem Francouzské akademie věd a v roce 1830 obsadil po Jeanovi-Baptiste Lamarckovi místo v Muzeu naturální historie v Paříži. O dva roky později, po smrti Cuviera, získal místo profesora srovnávací anatomie, kde působil následujících osmnáct let. Jeho mrtvola byla nalezena v železničním vagónu, který cestoval mezi Rouenem a Caenem.
Mimo několika zajímavých monografií byl i autorem děl Prodrome d'une nouvelle distribution du règne animal (1816); Ostéographie ou description iconographique comparée du squelette et du système dentaire des mammifères récents et fossiles (1839–1864); Faune française (1821–1830); Cours de physiologie générale et comparée (1833); Manuel de malacologie et de conchyliologie (1825–1827) nebo Histoire des sciences de l'organisme (1845).